# Nova Esperança
Nova Esperança är en kommun i Brasilien.   Den ligger i delstaten Paraná, i den södra delen av landet, 900 km sydväst om huvudstaden Brasília. Antalet invånare är 26 613.
Trakten runt Nova Esperança består i huvudsak av gräsmarker. Runt Nova Esperança är det ganska glesbefolkat, med 34 invånare per kvadratkilometer.